# براينجربيرغ
براينجربيرغ هي قرية تابعة لمدينة شتولبرغ التابعة لمقاطعة آخن ولاية شمال الراين-وستفاليا بـألمانيا.

## الموقع الجغرافي واللغة
تقع على الحدود مـع بلجيكا وهولندا جنوب بداية سلسلة جبال إيفيل، ويتحدث سكانها اللغة الريبوارية.

## روابط خارجية
- المـوقع الرسمـي. نسخة محفوظة 22 يونيو 2020 على موقع واي باك مشين.